# 希望宅邸
《希望宅邸》是saxyun以四格漫画形式創作的日本漫畫作品。在2005年6月号《月刊まんがくらぶ》（月刊漫画俱乐部）作为读者投稿刊登后，于同年12月号开始连载。
《まんがくらぶ》2009年2月号发布该作品将OVA动画化的消息。在《まんがライフセレクション》（漫画Live selection）2009年5月号以附属DVD形式发行。
2011年11月发布该作品将电视动画化的消息，从2012年4月开始，在SUN電視台和tvk等电视台播放。

## 故事梗概
为了走出农村而到东京补习班学习的重考生相田由瑠目住进了东京郊外名为「希望宅邸」的老旧公寓。希望宅邸的住客们都是补习班学生，而大学入学人数为零……该作品描写了这些重考生的悠闲公寓生活。

## 登场人物
相田由瑠目（配音：桃井晴子）
川野沙英（配音：桑谷夏子）
田中久美（配音：松来未祐）
松吉（配音：日野聡）
沙英的妹妹（配音：竹達彩奈）
房东（配音：宮崎まゆ）
由瑠目的母亲（配音：佐藤奏美（TV）, 宮崎まゆ（OVA））